# Anne Dallas Dudley
Anne Dallas Dudley   (Nashville, 13 de novembre de 1876 - Belle Meade, 13 de setembre de 1955) nom de soltera Annie Willis Dallas, fou una activista estatunidenca pel sufragi femení, i treballà per a assegurar la ratificació de l'Esmena 19 a Tennessee. Després de fundar la Lliga de Sufragi Igualitari de Nashville i ser-ne presidenta, feu de presidenta de l'Associació de Sufragi Igualitari de Tennessee i després tercera vicepresidenta de l'Associació Nacional estatunidenca de Sufragi Femení, per a aconseguir la ratificació de la Denovena Esmena a la Constitució dels Estats Units, que atorgava a les dones el dret al vot arreu de la confederació. El seu estat natal de Tennessee fou el darrer estat necessari perquè l'esmena entràs en vigor.

## Biografia
Nasqué a Nashville, Tennessee, el 1876 en el si d'una família de classe alta. El seu pare, Trevanion B. Dallas, es traslladà a Nashville el 1869 com a empresari tèxtil. El seu avi havia estat comodor en la Marina i el seu germà, George M. Dallas, fou vicepresident dels Estats Units durant la presidència de James K. Polk.
Annie Dallas s'educà en Ward's Seminary i Price's College for Young Ladies, a Nashville. El 1902, es casà amb Guilford Dudley (1854-1945), banquer i corredor d'assegurances. Tingueren tres fills.

### Moviment pel sufragi femení
Uns anys després de casar-se, s'involucrà en el moviment per la Temprança, partidària de la prohibició de l'alcohol. El setembre del 1911 Anne Dudley, Maria Daviess, Ida Clyde Clark i altres dones es reuniren per fundar la Lliga d'Igualtat de Sufragi de Nashville. Dudley fou presidenta de l'organització. Organitzaren gegantesques desfilades pel sufragi durant el Primer de Maig. També ajudà a portar la Convenció Nacional del Sufragi a Nashville el 1914.
Després fou triada per a encapçalar l'Associació d'Igualtat de Sufragi de Tennessee el 1915. Durant aquest temps, lluità per una esmena que permetés el sufragi femení en la constitució estatal. Encara que l'esmena fou rebutjada, la legislatura estatal finalment aprovà una mesura posterior per a atorgar a les dones el dret al vot en les eleccions presidencials i municipals el 1919.
El 1917 fou la tercera vicepresidenta de l'Associació Nacional Estatunidenca del Sufragi Femení. El 1920, Dudley, juntament amb Catherine Talty Kenny i Abby Crawford Milton, encapçalà la campanya a Tennessee per a aprovar la ratificació de la Denovena Esmena a la Constitució dels Estats Units. El 18 d'agost Tennessee fou l'estat número 36 que ratificà l'esmena.

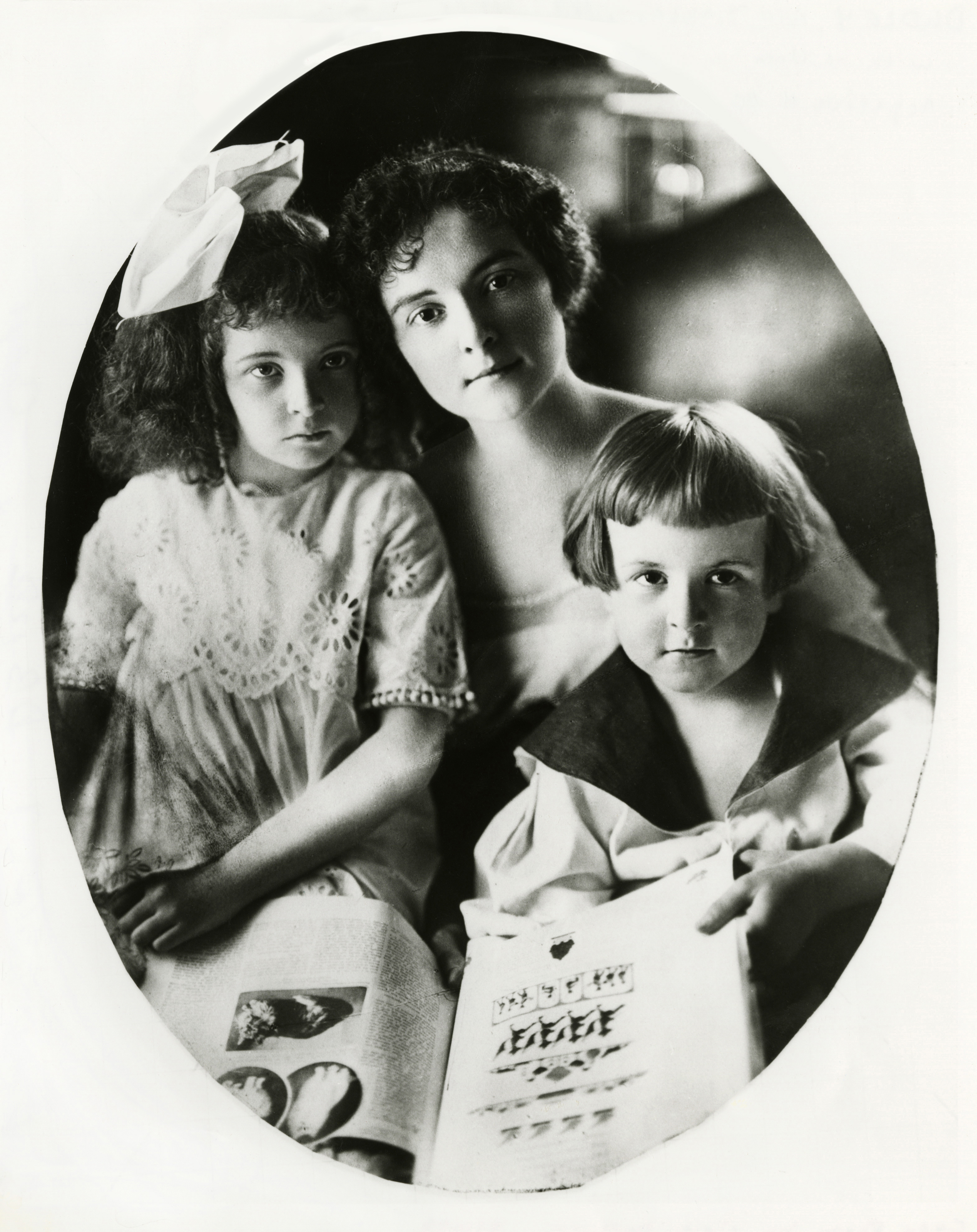
Aquesta fotografia de Dudley amb els seus fills circulà amb materials publicitaris del sufragi en un esforç per contrarestar els estereotips de les sufragistes com a radicals masculines

| «                           | Mai no he conegut un home o dona que negués que els impostos sense representació són tirania. Mai no he vist ningú que fos tan traïdor al nostre govern que no cregués que aquest es basa en el consentiment dels governats. Aquest és un govern de, per i per al poble, i només la llei nega que les dones siguin persones | » |
| — Anne Dallas Dudley, 1913, | |   |

### Vida posterior
Després de l'èxit de la campanya pel sufragi, Dudley fou la primera dona presidenta associada del Comité Demòcrata de Tennessee. També l'elegiren com a primera dona delegada per a la Convenció Nacional Demòcrata del 1920. La participació de Dudley en la política disminuí en els anys següents, i els seus esforços se centraren en causes cíviques i benèfiques. Fou activa de la Creu Roja Americana durant la Segona Guerra Mundial i després fou presidenta de la junta de l'Associació per a la Preservació d'Antiguitats de Tennessee.
Dudley va morir el 13 de setembre del 1955 a la seua casa, a Belle Meade (Tennessee). Tenia setanta-vuit anys, i fou enterrada amb la família al cementeri Mount Olivet de Nashville.

## Llegat
El llegat de Dudley s'ha honorat de moltes maneres, com ara: és una de les tres dones que apareixen al Tennessee Woman Suffrage Memorial de Knoxville, Tennessee, juntament amb Lizzie Crozier French de Knoxville, i Elizabeth Avery Meriwether de Memphis. També apareix juntament amb altres deu en L'Orgull de Tennessee, el retrat oficial del bicentenari de l'estat de Tennessee que penja al Capitoli de l'estat de Tennessee. Hi ha, també, un marcador històric al Centennial Park de Nashville dedicat a ella. Va ser inclosa en el National Women's Hall of Fame el 1995. I un edifici d'apartaments acabat al 2015 a Elliston Place, a Nashville, es diu "The Dallas" en honor seu.
El 26 d'agost del 2016 com a part del Dia de la Igualtat de la Dona, s'inaugurà un monument d'Alan LeQuire al Centennial Park de Nashville, amb representacions de Dudley, Carrie Chapman Catt, Abby Crawford Milton, Juno Frankie Pierce i Sue Shelton White.

## Galeria d'imatges

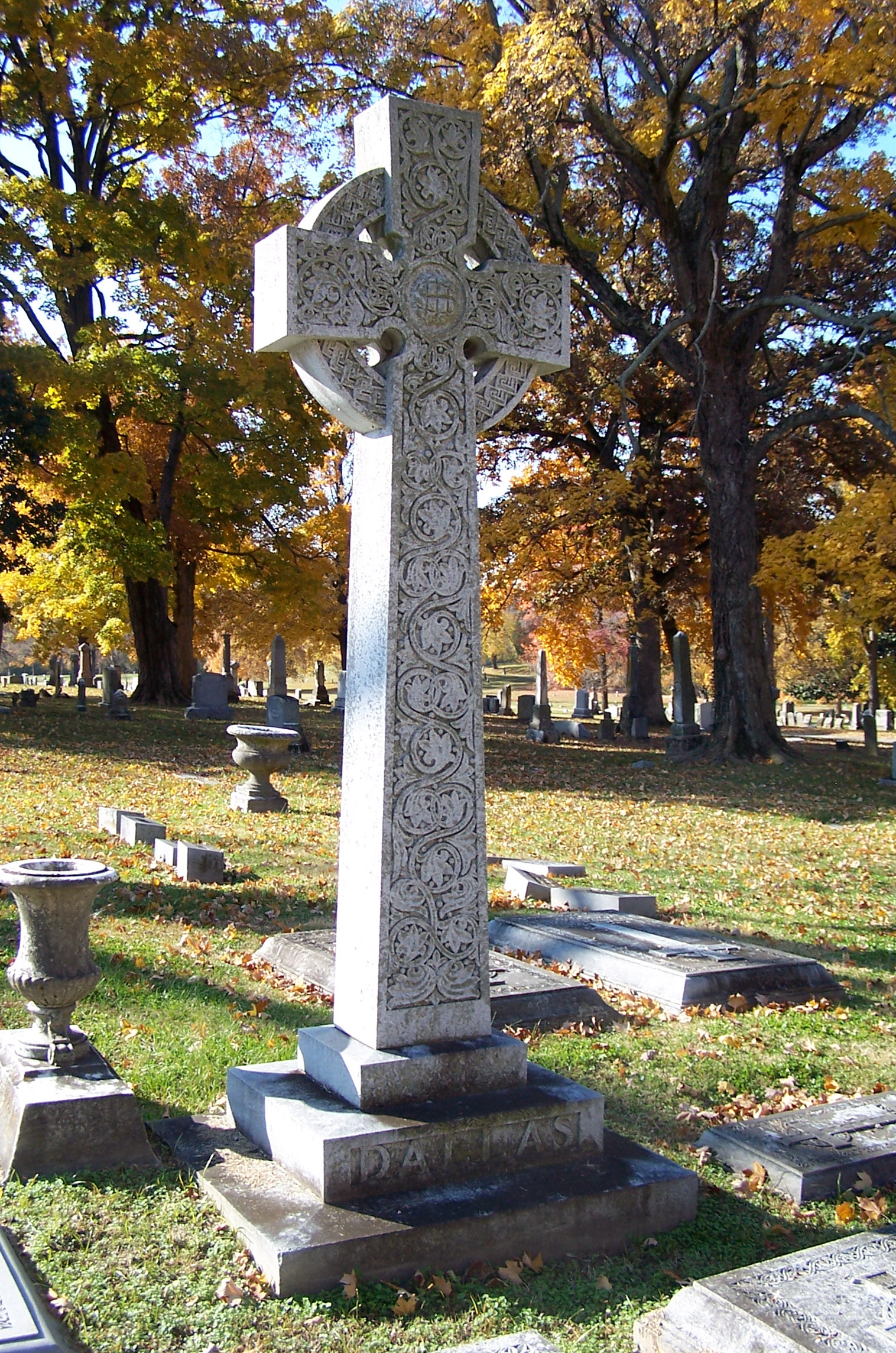
Una creu celta al centre de la sepultura de la família Dallas